# Don't ask, don't tell

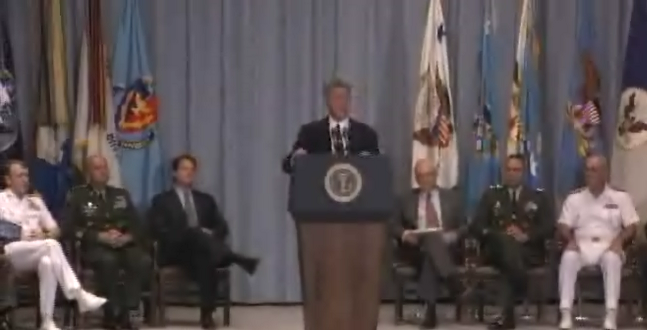
O presidente Bill Clinton, em julho de 1993, falando sobre a nova política a respeito de homossexuais nas forças armadas.

Don't ask, don't tell (DADT, em português:  Não pergunte, não conte) era o termo comum para a antiga política de restrição das forças armadas dos Estados Unidos para esforços de descobrir ou revelar membros ou candidatos homossexuais e bissexuais, enquanto restringe aqueles que são abertamente homossexuais ou bissexuais do serviço militar. As restrições eram obrigatórias pela lei federal Pub.L. 103-160 (10 U.S.C. § 654). A menos que apliquem-se uma das excepções a partir da 10 U.S.C. § 654 (b), a política proíbe qualquer um que "demonstrar propensão ou intenção de se envolver em atos homossexuais" de servir nas Forças Armadas dos Estados Unidos, porque "poderia criar um risco inaceitável para os altos padrões de moral, ordem, disciplina e coesão das unidades que são a essência das capacidades militares."
A lei proíbe qualquer pessoa homossexual ou bissexual de revelar sua orientação sexual ou de falar sobre os relacionamentos homossexuais, incluindo casamentos ou outros atributos familiares, enquanto ao serviço das Forças Armadas dos Estados Unidos. Desde que existe, a DADT especifica que a parte "não pergunte" da política indica que os superiores não devem iniciar uma investigação sobre a orientação sexual de um membro na ausência de comportamentos não permitidos, embora a evidência credível e articulável de comportamento homossexual possa causar um inquérito. Violações a este aspecto através de perseguições e assédios aos militares, homens e mulheres, suspeitos, resultaram na atual formulação da política de não pergunte, não diga, não insista, não importune.
Considerada um avanço na época de sua aprovação, a partir dos anos 2000 a lei passou, aos olhos dos progressistas e da comunidade LGBT, a representar um atraso na ampliação dos direitos dos homossexuais nos Estados Unidos, criando um ambiente propício à discriminação e ao preconceito. Por conta disso existiu imediatamente após sua aprovação diversos esforços nos Estados Unidos para tentar sua revogação, que lograram em dezembro de 2010 uma assinatura do Presidente Barack Obama repelindo a lei de don't ask, don't tell.

## Revogação

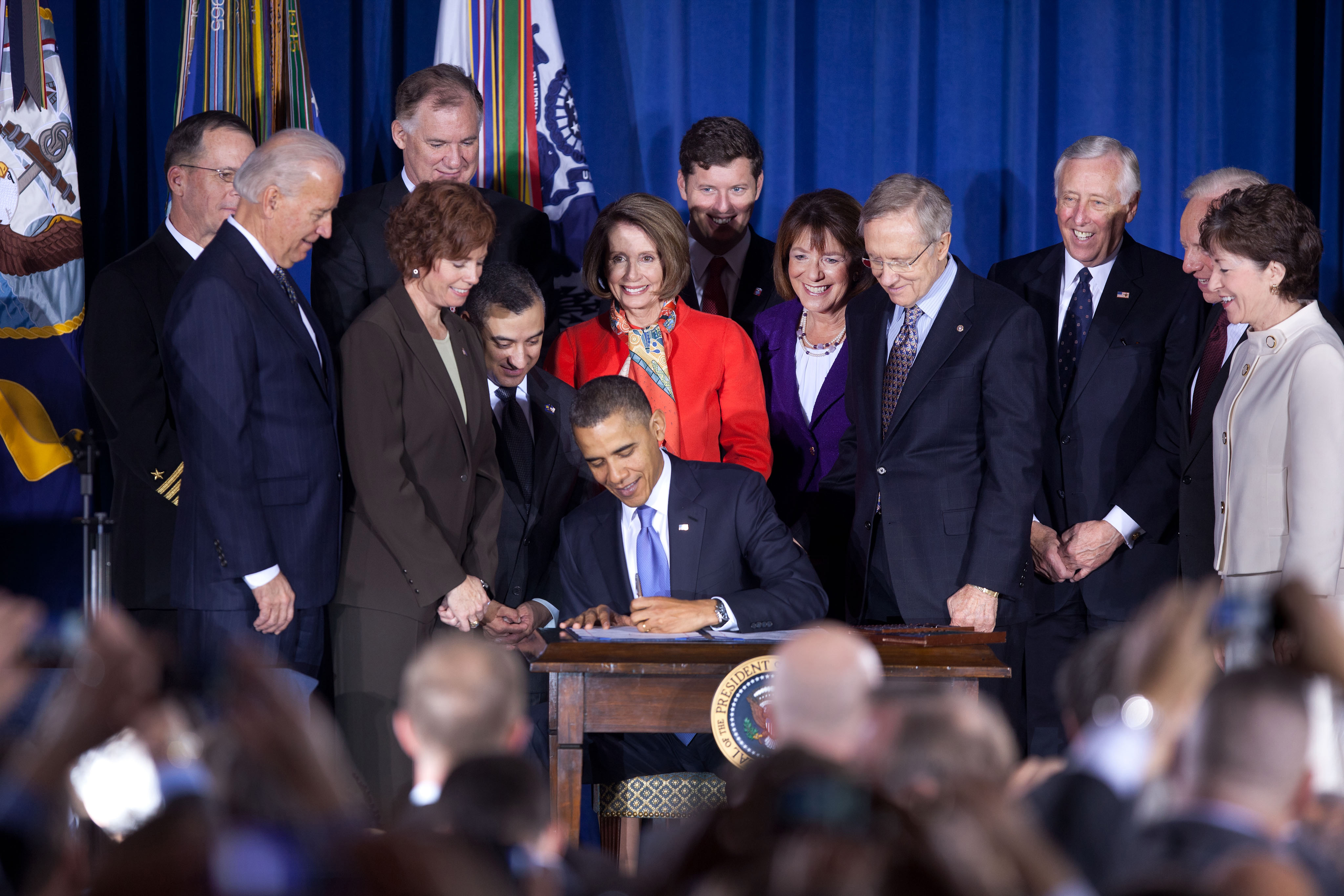
O presidente Barack Obama, em dezembro de 2010, assinando a revogação do Don't Ask, Don't Tell, permitindo assim que homossexuais servissem abertamente em qualquer ramo das forças armadas.

Existiam esforços pela revogação da lei desde 1993 e eles cresceram com a candidatura a presidência, em 2008, do senador Barack Obama, cuja campanha eleitoral defendia uma revogação completa dessa política. Em 2010, a Câmara dos Representantes aprovou uma emenda à National Defense Authorization Act (Lei Nacional de Autorização de Defesa) para o Ano Fiscal de 2011 que revogaria as seções relevantes da lei de don't ask, don't tell. Quando tal medida chegou ao Senado, um projeto autônomo de revogação chamado Don't Ask, Don't Tell Repeal Act of 2010 foi introduzido ao órgão. A Câmara aprovou o projeto autônomo como uma linguagem idêntica em 15 de dezembro de 2010. Após um bem-sucedido debate final no Senado em 18 de dezembro de 2010, o ato foi aprovado e sancionado pelo Presidente Obama em 22 de dezembro de 2010.